# Finanzielle Repression
Der Fachbegriff Finanzrepression oder finanzielle Repression (englisch financial repression, deutsch sinngemäß auch schleichender Sparverlust) bezeichnet eine staatliche Beeinflussung, insbesondere durch die Zentralbank, vor allem mit Hilfe der Zinssätze auf den Finanzmärkten in einer Weise, dass Sparer oder Geldanleger einen schleichenden Verlust zugunsten des Staates erleiden. Verfolgt etwa die Zentralbank eine Niedrigzinspolitik, können private Anleger bei Banken keine höheren Zinsen für ihre Geldanlagen verlangen, weil sich Banken billiger über die Zentralbank refinanzieren können.

## Merkmale
Der deutsche Sachverständigenrat zur Begutachtung der gesamtwirtschaftlichen Entwicklung sieht in den Maßnahmen der Federal Reserve und der Bank von England im Rahmen der quantitativen Lockerung eine „Financial Repression“, bei welcher bei Staatsanleihen eine verdeckte Umverteilung von den Inhabern  zugunsten des Staates stattfindet. Damit kommt es nicht zu den Wirkungen, die gemäß der traditionellen Theorie vom „Crowding-out“ zu erwarten wären, dass steigende Staatsverschuldung die Zinssätze steigen lassen müsste.
Der englische Begriff „financial repression“ geht auf den US-Ökonomen Edward S. Shaw und Ronald McKinnon zurück. Sie bezeichneten als „finanzielle Repression“ allgemein staatliche Maßnahmen zur Regulierung der Märkte, welche Mittel von Privaten zum Staat umleiten.
Die Ökonomen Carmen Reinhart und Belen Sbrancia kennzeichneten „financial repression“ durch folgende Merkmale:

1.	Zinssätze auf Staatsschulden werden nach oben beschränkt.

2.	Verstaatlichung von Banken, wobei gleichzeitig für andere Banken der Marktzutritt behindert wird.

3.	Nationale Banken werden angehalten, Anleihen des eigenen Staates zu kaufen oder als Reserven zu halten.

4.	Kontrolle des Kapitalverkehrs
Hintergrund der Diskussion um die Finanzrepression ist, dass es im Zuge der Finanzkrise ab 2007 und der Eurokrise zu großen stützenden Maßnahmen der Zentralbanken kam, die aber nicht zu einem stärkeren Anstieg der Inflation führten. Sparer können jedoch Geld nur noch zu sehr geringen Zinsen anlegen oder begnügen sich gar mit Negativzinsen, wobei neben der Geldpolitik auch Faktoren wie Nachfrage und Angebot nach Kapital (z. B. die geringere Kapitalnachfrage aufgrund der geringen Investitionen und geringen Kapazitätsauslastung während der schlechten wirtschaftlichen Lage in Europa) einen Einfluss auf die Zinsen haben. Phasen, in denen keine inflationsausgleichende Verzinsung auf Sparguthaben gezahlt wurde, sind historisch allerdings keine Seltenheit, in Deutschland gab es sie z. B. in den 1970ern, Anfang der 1990er Jahre sowie in den 2000er Jahren.

## Kritik
Die Kritik dieser Sichtweise betont, dass Investoren (also Kapitalnachfrager) dann ja gegenüber den Sparern so bevorteilt werden, dass ein Boom bei der Nachfrage nach Investitionsgütern ausgelöst werden müsste. Dieser Boom müsste dann zu einer Inflation führen, welche die Zentralbanken dann automatisch dazu zwingt, die Zinsen wieder anzuheben. Da dieser Boom und die damit zusammenhängende Inflation zwischen 2008 und 2020 nicht eingetreten ist, ist dies ein Zeichen dafür, dass die damaligen niedrigen Zinsen offensichtlich nötig waren, um das ex ante Gleichgewicht auf dem Kapitalmarkt wiederherzustellen – also um das Kapitalangebot (durch die Sparer) mit der Kapitalnachfrage (durch Investoren und den Staat) in Einklang zu bringen. Nach dieser Sichtweise sorgen die hohen Staatsschuldenquoten eher dafür, dass die Realzinsen nicht auf ein noch niedrigeres Niveau sinken. Der Ausdruck „Finanzrepression“ entspringt gemäß dieser Sichtweise dann eher dem Phänomen, welches Keynes die „Vorstellung eines normalen Zinses“ genannt hatte – die Vorstellung also, dass ein Anleger ein Recht darauf habe, eine bestimmte (positive) Realverzinsung zu erhalten, selbst wenn die Kapitalnachfrage zu diesem Zinssatz nicht ausreichend ist um das Kapitalangebot aufzuwiegen.
Die Gegenseite mag einwenden, dass zwar keine Inflation auf dem Gütermarkt herrscht, dafür aber Inflation auf den sogenannten Assetmärkten (Aktienmärkte, Immobilienmärkte, Märkte für Gold und andere Rohstoffe) – man spricht hierbei auch von Blasenbildung. Die Assetmärkte sind aber nicht nachfragewirksam, tragen somit nicht dazu bei, dass der Kapitalmarkt ausgeglichen wird (also dass gilt: Ersparnisse = Investitionen) und daher ist es wichtig für die Zentralbank, die Inflation auf dem Gütermarkt als die Inflation anzusehen, nach der sie ihre Geldpolitik ausrichten sollte.
Die Erfahrungen von 1928 haben gezeigt, wie verheerend es sein kann, wenn die Zentralbank mitten in einer Deflationsphase (auf dem Gütermarkt) die Zinsen erhöht, weil sie damit einer sich bildenden Aktienblase entgegenwirken möchte.